# Mount Nelson, Alberta
Mount Nelson är ett berg i Kanada.   Det ligger i provinsen Alberta, i den centrala delen av landet, 3 100 km väster om huvudstaden Ottawa. Toppen på Mount Nelson är 3 150 meter över havet.
Terrängen runt Mount Nelson är huvudsakligen bergig.Trakten runt Mount Nelson är nära nog obefolkad, med mindre än två invånare per kvadratkilometer.. Det finns inga samhällen i närheten. 
Trakten runt Mount Nelson består i huvudsak av gräsmarker.